# جاي كليفورد هدسون
جاي كليفورد هدسون (بالإنجليزية: J. Clifford Hudson)‏ هو رئيس تنفيذي أمريكي، ولد في 1954 في دالاس في الولايات المتحدة.